# Leon Pierco
Leon Pierco, né le 8 octobre 1936 à Louvain, est un homme politique belge, membre du PVV, puis VLD.

## Fonctions et mandats
- Conseiller communal de Louvain
- Échevin de Louvain
- Membre de la Chambre des représentants de Belgique : 1991-1995
  - Membre du Conseil flamand : 1992-1995